# 鷹峰山
鷹峰山（韓語：응봉산），位於韓國首爾城東區鷹峰洞的一座山峰，與漢江為鄰，高81米（266英尺），山頂處建有傳統八角形樓閣，可以遠眺首都圈及京畿道的景色。